# Mug Corb
Mug Corb („Diener des Wagens“, auch als  Mac Corb, „Sohn des Wagens“ bezeichnet), Sohn des Cobthach Cáem, Enkel des Rechtaid Rígderg, war nach mittelalterlichen Legenden ein Hochkönig Irlands. Er gelangte durch die Tötung seines Vorgängers Meilge Molbthach an die Macht und herrschte sechs Jahre, bis er von Óengus Ollom, Enkel des Labraid Loingsech getötet wurde. Der Legende nach erhielt er seinen Namen, nachdem er einen beschädigten Wagen für seinen Sohn repariert hatte. Laut der  Lebor Gabála Érenn fiel seine Herrschaft in die gleiche Zeit wie die des Ptolemaios III. (246–222 v. Chr.). Geoffrey Keatings Chronik Foras feasa ar Éirinn datiert seine Herrschaft in den Zeitraum von 362–355 v. Chr. Die Annalen der vier Meister geben eine Herrschaftszeit von 499-481 v. Chr. an.